# Zoo de Rivne
Le zoo de Rivne  est une institution de protection et culturelle en Ukraine. Il est classé au Registre national des monuments immeubles d'Ukraine. À la suite de l'invasion de l'Ukraine par la Russie en 2022 le zoo accueillait des animaux des autres zoos du sud de l'Ukraine.

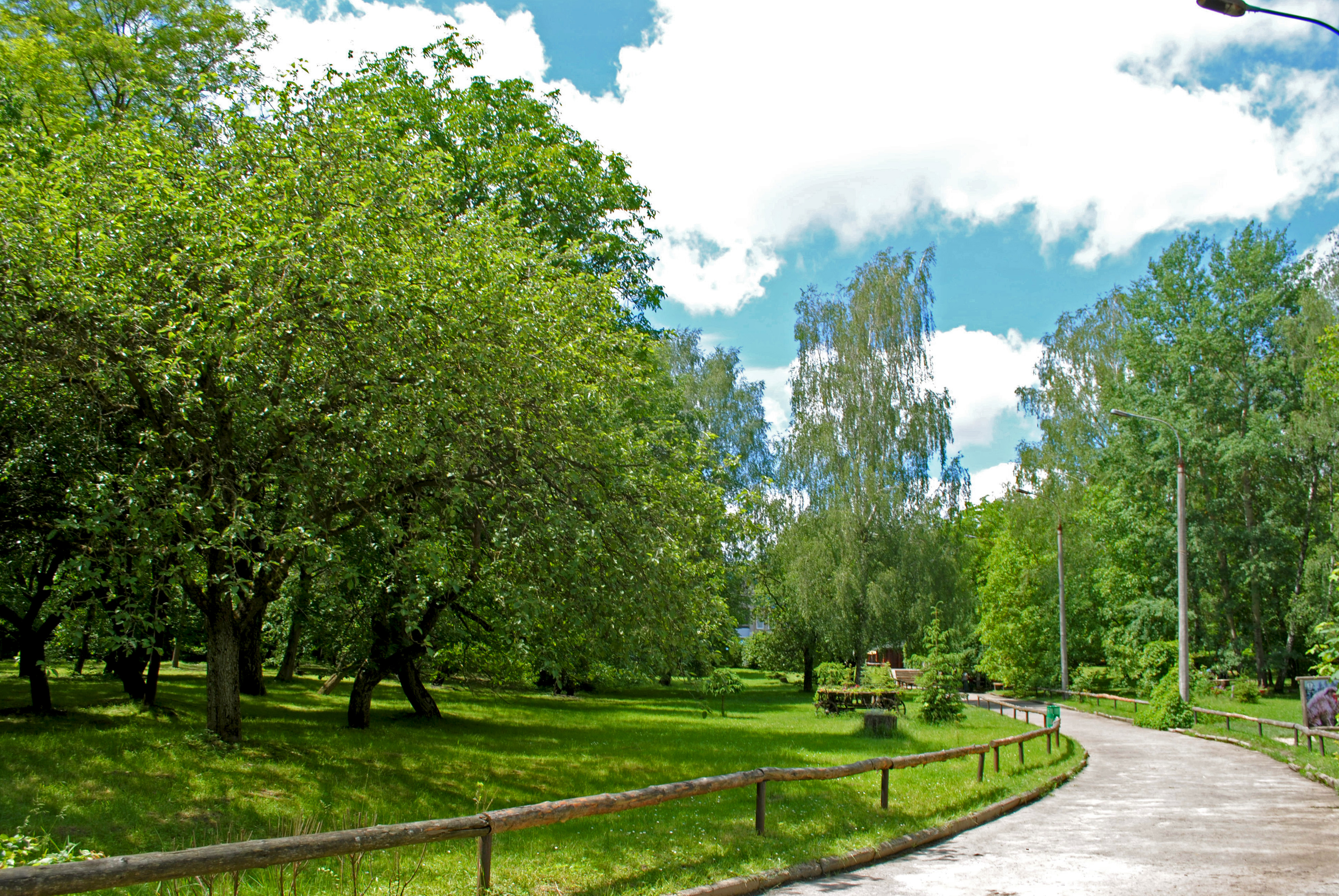
Parcours.
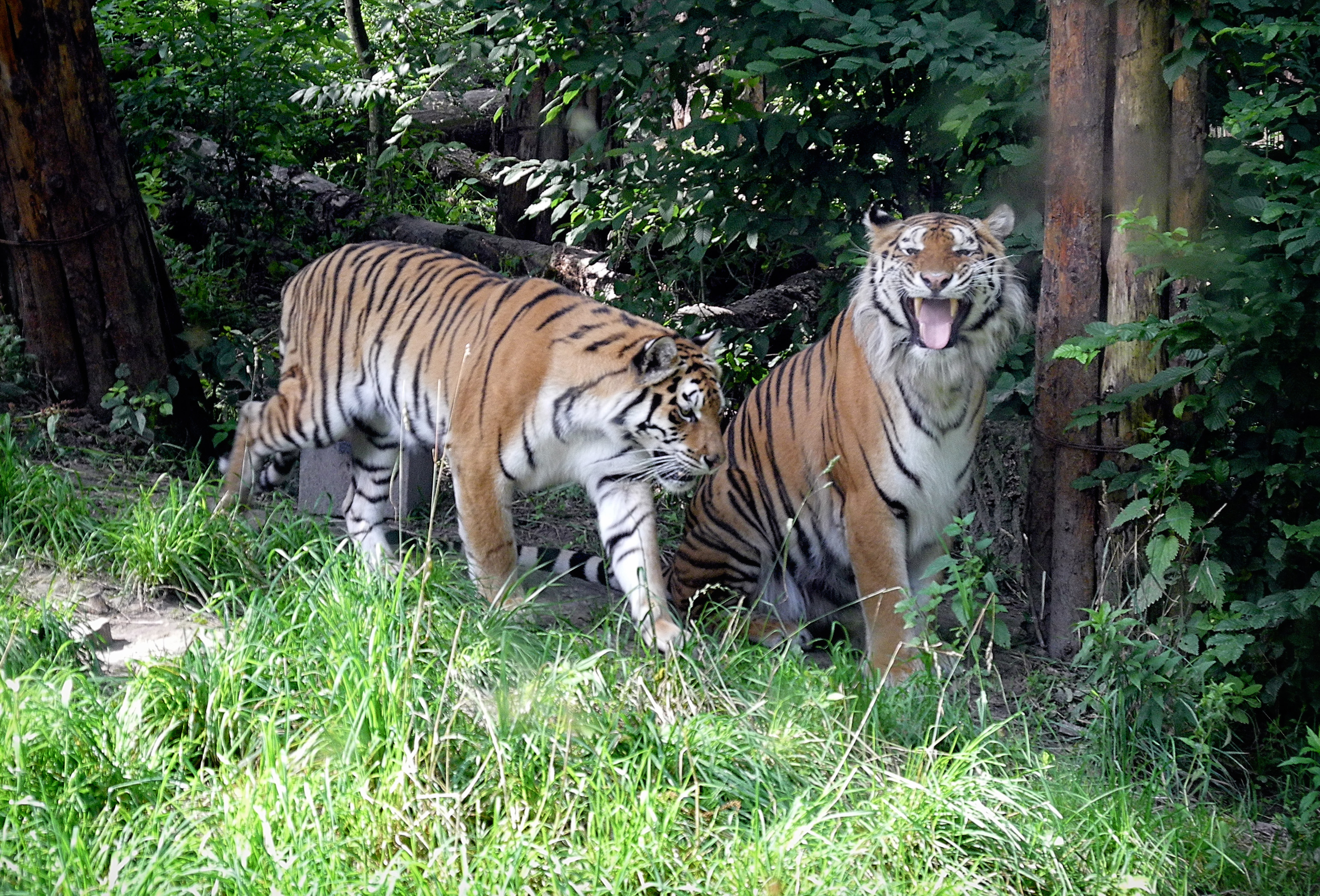
Tigres,
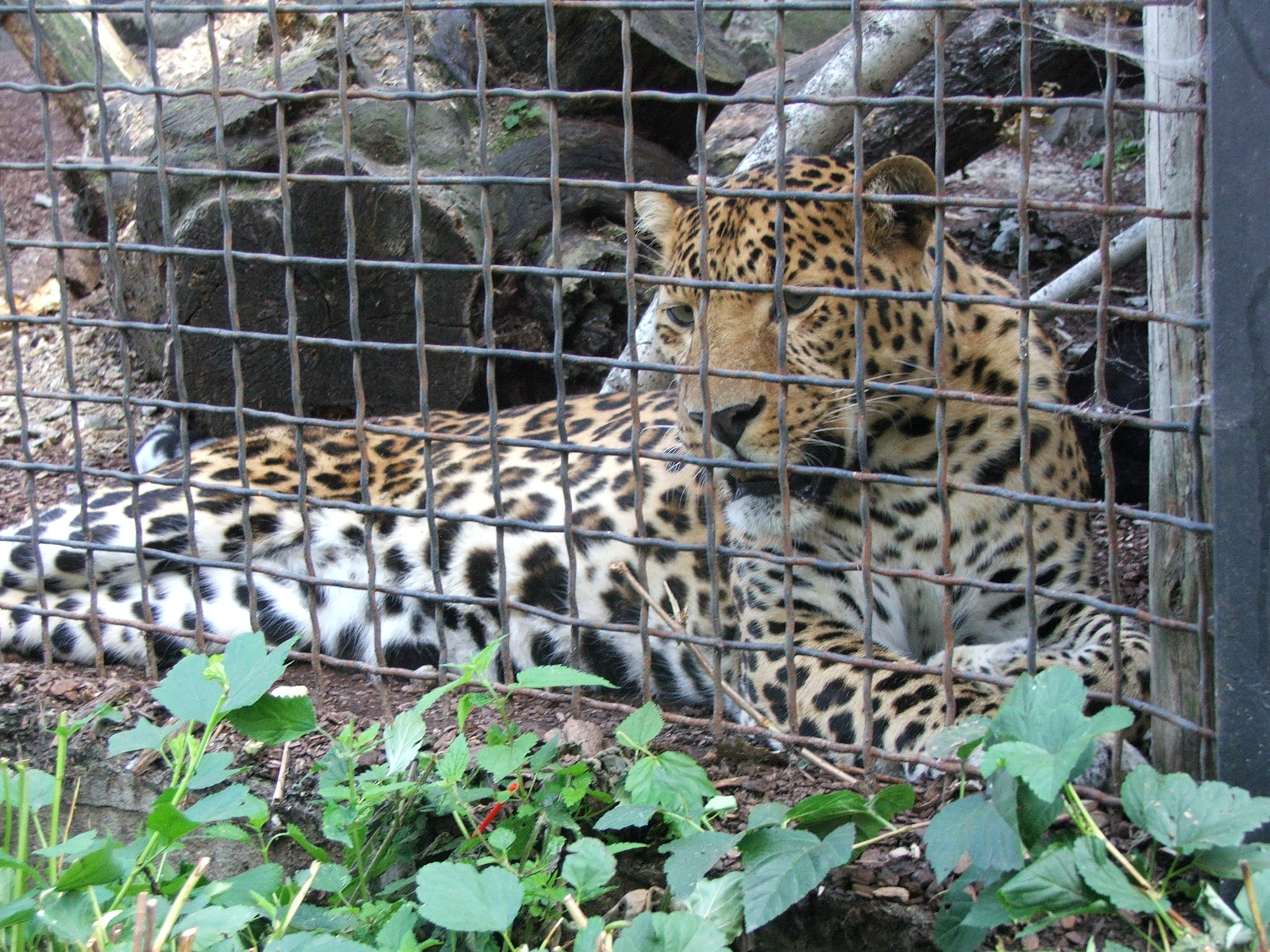
panthère,
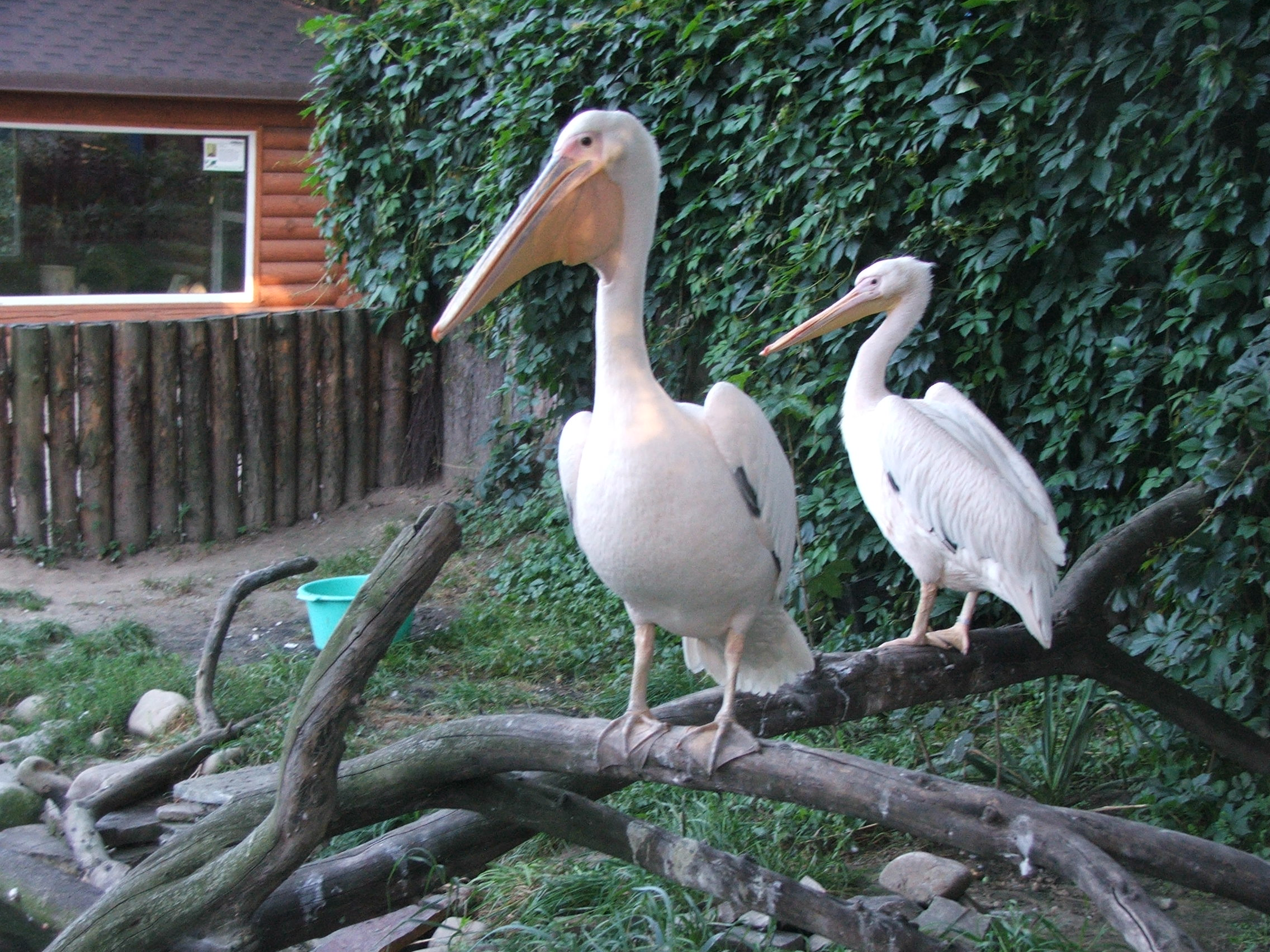
pélican,
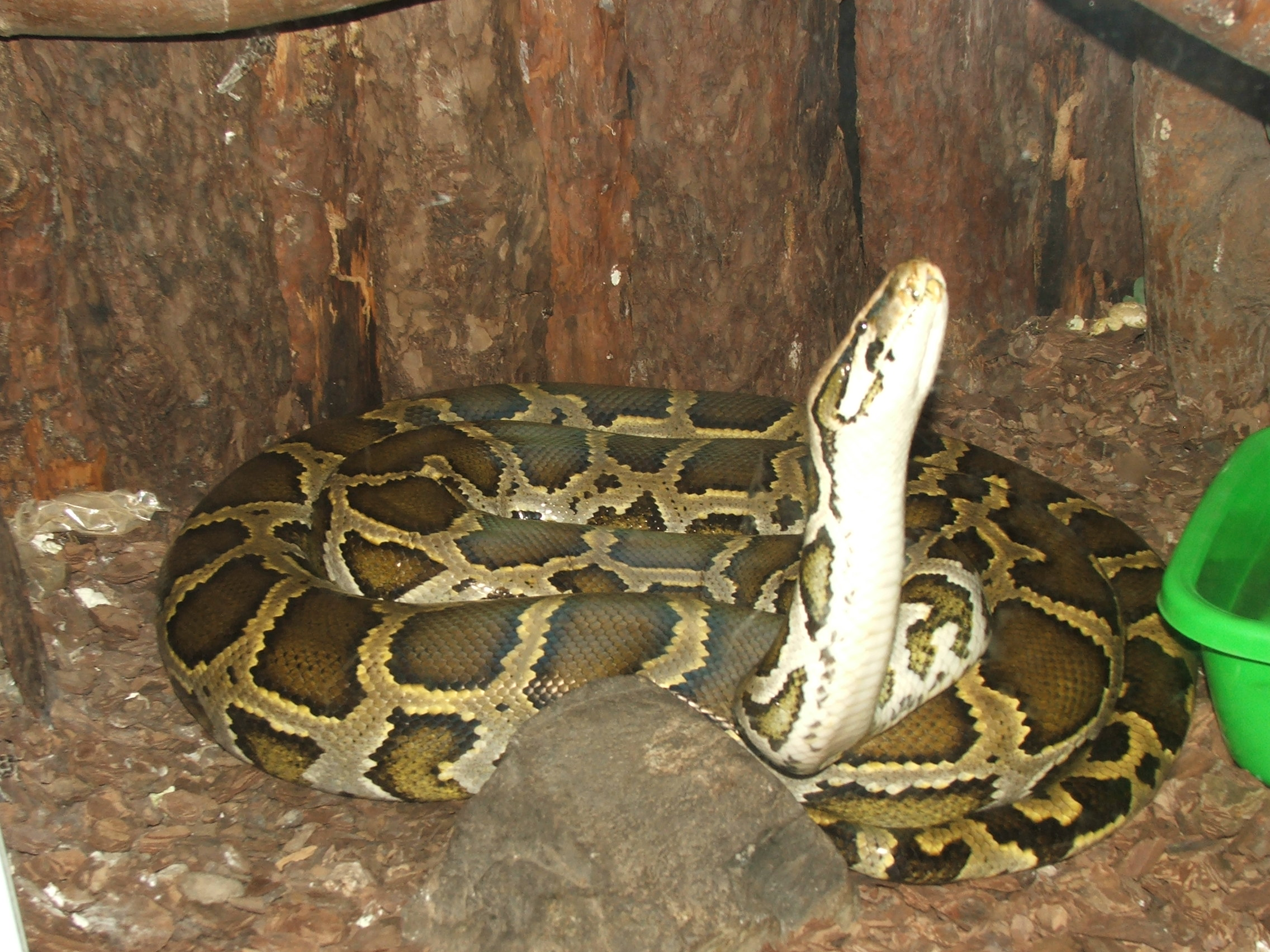
serpent.